# Bulbophyllum commissibulbum
Bulbophyllum commissibulbum là một loài phong lan thuộc chi Bulbophyllum.